# Echte ballote
Echte ballote (Ballota nigra subsp. nigra) is een overblijvend kruid uit de lipbloemenfamilie. Het is een hemikryptofyt. De echte ballote is de typische ondersoort van Ballota nigra, de wetenschappelijke naam is dus een autoniem. De wetenschappelijke naam van de soort werd in 1753 gepubliceerd door Carl Linnaeus in Species plantarum. De ondersoorten B. nigra subsp. nigra en B. nigra subsp. foetida (stinkende ballote) onderscheiden zich door de afwijkende vorm en formaat van de kelk en het verschil in lengte van de naalden die op de kelktanden staan.
De bloeitijd van echte ballote is van juni tot de herfst.

## Ecologie en verspreiding
Echte ballote staat op een open en warme, zonnige tot licht beschaduwde, humeuze tot humusarme, droge tot matig vochtige, kalkrijke en losse, vaak omgewerkte, matig voedselrijke tot voedselrijke bodem. Deze kan uit allerlei grondsoorten bestaan en verder staat ze ook op stenige pekken. De plant groeit op tal van standplaatsen, zolang er maar voldoende voedsel, stikstof en kalk aanwezig is. Ze wordt vooral aangetroffen in het oostelijke deel van het Europese deel van het areaal der ballotes, waar Nederland en België buiten vallen. Over de grens met Duitsland zijn, op plaatsen waar beide ondersoorten voorkomen, ook overgangsvormen aangetroffen. De plant is niet ingeburgerd in België en Nederland maar komt er, in zeldzame mate, wel adventief voor.